# سكوت ر. وايت
سكوت ر. وايت (بالإنجليزية: Scott R. White)‏ هو باحث أمريكي، ولد في 2 فبراير 1963 في كانساس سيتي في الولايات المتحدة، وتوفي في 28 مايو 2018 بسبب ورم ميلانيني.